# Bentornato, picchiatello!
Bentornato, picchiatello! (Hardly Working) è un film comico statunitense del 1980 diretto e interpretato da Jerry Lewis.

## Trama
Bo Hooper, un clown, si ritrova disoccupato quando il circo dove lavora viene improvvisamente chiuso. Va a vivere con sua sorella, contro il parere del marito di lei, Robert. Inizia quindi a fare una serie di improbabili lavori, benzinaio, commesso, barman, cuoco cinese, animatore di una discoteca, combinando disastri ovunque. Finalmente trova un lavoro come postino che sembra adatto per lui, fino a quando scopre che il suo capo è anche il padre della sua ragazza. Il padre detesta tutti i postini perché l'ex marito di sua figlia era uno di loro, così tenta di distruggere la vita di Bo, ma Bo riesce a superare tutte le difficoltà, e ha successo non solo sul lavoro, ma anche guadagnandosi il rispetto e la fiducia del padre della ragazza.

## Produzione
Questo è il film del grande ritorno di Lewis sugli schermi dopo dieci anni di stop, il suo ultimo film era uscito nel 1970, Scusi, dov'è il fronte? un trionfo in Europa, ma un disastro negli Usa dove la Warner lo penalizzò con una distribuzione dissennata. 
In realtà nel 1973 aveva girato The Day the Clown Cried, che, però, rimase inedito per problemi finanziari e disaccordi artistici con l'autrice del soggetto originale.
Bentornato Picchiatello, inizia con un montaggio di scene tratte da precedenti film di Lewis, inclusi Ragazzo tuttofare, Il Cenerentolo, Il mattatore di Hollywood, Dove vai sono guai, e Jerry 8¾. Ci sono anche altri riferimenti ad altre opere di Lewis, come per esempio il trucco da clown utilizzato da Lewis nel film che fu originariamente ideato per il suo lungometraggio del 1954 Il circo a tre piste e in seguito riutilizzato ne I sette magnifici Jerry del 1965.
La futura seconda moglie di Lewis, Sandee "Sam" Pitnick, appare brevemente nel film nel ruolo di una ballerina da discoteca. Ed è proprio durante le riprese di questo film che i due si conobbero.

## Distribuzione
Fu girato nel 1979, ma distribuito negli Stati Uniti solo il 3 aprile 1981. 
Il film uscì nel 1980 in Europa, dove il mercato francese, tedesco e italiano era sempre stato favorevole ai prodotti lewisiani, e il notevole successo convinse la 20th Century Fox a distribuirlo anche negli USA. 
La settimana che uscì, Jerry Lewis tornò in classifica con uno dei film più visti nel Nord America. Purtroppo fu l'ultima volta che capitò, ma per un comico ormai dato artisticamente morto fu una notevole rivincita.

## Accoglienza
Il film fu fortemente criticato alla sua uscita; il critico Roger Ebert lo definì: «Uno dei peggiori film che siano mai usciti al cinema negli Stati Uniti, e non è una sorpresa che sia stato in ballo per due anni prima di essere distribuito».
Nonostante le critiche, in Europa il film fu un grande successo e incassò ben 50 milioni di dollari, piazzandosi al quarto posto nella classifica delle pellicole con il maggior incasso del 1980.

## Doppiaggio
È il primo film interpretato da Jerry Lewis in cui il doppiaggio in italiano non è più caratterizzato dalla inconfondibile voce di Carlo Romano, scomparso cinque anni prima. Qui lo sostituisce il grande Oreste Lionello che però sceglie di fare una voce cantilenante e troppo nasale, appesantendo il tutto e non rendendo un buon servizio al film.
Lionello doppierà Lewis anche nel successivo Qua la mano picchiatello!.., uscito in Italia nel 1984, e qui, forse grazie anche ad un film più solido e meglio costruito, farà un lavoro migliore.